# Parakrama Bahu Epa
Pour les articles homonymes, voir Parâkramabâhu.
Parakrama Bahu Epa est le dernier roi de Gampola, de la dynastie Siri Sanga Bo, dans l'actuel Sri Lanka. Il servit de roi remplaçant pendant la capture du précédent roi Vira Alakesvara par l'amiral chinois Zheng He. Il régna de 1409 à 1412.

## Étymologie
Le nom provient de la langue pali, propre au bouddhisme Theravāda pratiqué au Sri Lanka, dont l'écriture est le Devanagari. La transcription en langue latine peut donc donner des résultats différents, selon que le mot est transcrit traditionnellement ou en ISO 15919.
Le nom du roi Parakramabahu Epa peut se décomposer en 3 mots :
- Le mot Parâkrama peut s'écrire Parakrama, Parâkrama, Parãkrama ou Parâkkama, Parãkkama, Parakkama.
- Le mot Bahu peut se transcrire Bãhu, Bâhu, Baahu ou Bâhu.
- Le mot Epa peut se transcrire Epã, Epâ.

## Biographie
Parakrama Bahu Epa est un petit-fils de Senalankahikara Senevirat le ministre et beau-père de Bhuvanaikabahu IV. Il semble succéder à Vira Bahu II après la capture de Vira Alakesvara de Gampola par les chinois et il a comme successeur Parakramabahu VI.